# 鄭京日
鄭 京日（チョン・ギョンイル、朝鮮語: 정경일 ）は、朝鮮民主主義人民共和国の政治家。最高人民会議代議員。平安北道人民委員会委員長、最高人民会議法制委員会委員などを歴任した。

## 経歴
出生地や生年月日は不明。平壌火力発電連合企業所青年同盟書記を経て、2016年に平安北道人民委員会委員長に任命された。2019年3月10日に実施された最高人民会議第14期代議員選挙で代議員に選出され、4月11日に開催された最高人民会議第14期第1回会議で最高人民会議法制委員会委員に選出された。4月22日に平安北道友好代表団を率いて中国・遼寧省を訪問し、唐一軍遼寧省人民政府省長・姜有為瀋陽市長と会談した。
2019年8月に平安北道人民委員会委員長を解任され、8月29日に開催された最高人民会議第14期第2回会議で最高人民会議法制委員会委員を解任された。

## 参考サイト
- 북한정보포털

| 先代崔宗建 | 平安北道人民委員会委員長2016年 - 2019年 | 次代張世哲 |